# Bairro SAAL da Meia Praia - Apeadeiro
O Bairro SAAL da Meia Praia - Apeadeiro, igualmente conhecido como Bairro 25 de Abril, Bairro dos Índios da Meia Praia ou Bairro da Associação de Moradores 25 de Abril, é um conjunto residencial na zona da Meia Praia, no concelho de Lagos, em Portugal.

## História
O Bairro 25 de Abril foi construído no âmbito do programa do Serviço de Apoio Ambulatório Local, que foi criado após a Revolução de 25 de Abril de 1974 para dar solução aos problemas habitacionais das camadas mais carenciadas. Os edifícios seriam construídos pelos próprios habitantes, com o apoio de voluntários e desempregados, sendo o estado responsável pela organização, financiamento e outros apoios. De forma a ajudar as associações dos moradores no terreno, foram criados vários grupos ambulantes de especialistas, denominados de equipas volantes, sendo a unidade responsável pela zona Oeste do Algarve formada por David Oliveira, Artur Sequeira, José Gonçalves, João Costa, Carlos Grade, Carlos Torpes, Luís Gama, e António Oliveira, Zélia Correia, Dulce Costa, Luís Rosado, Luísa Veloso e Leonarda Guerreiro.
As obras do bairro começaram em Janeiro de 1975, enquanto que em 7 de Fevereiro desse ano foi criada a correspondente associação de moradores, denominada de 25 de Abril, cujos estatutos foram publicados no Diário da República em 17 de Fevereiro. Um despacho publicado no Diário da República n.º 158, Série II, de 8 de Julho de 1976, considerou o bairro como de utilidade pública urgente, para fazer as expropriações necessárias ao empreendimento. Também nesse ano, um outro Despacho Ministerial concedeu às Câmara Municipais o controlo pelas obras do Serviço de Apoio Ambulatório Local. Porém, os sucessivos mandatos da autarquia de Lagos desde 1978 não levaram à legalização do bairro, situação que foi criticada por Maria Luísa Teixeira, vereadora da Coligação Democrática Unitária na Câmara Municipal, no âmbito da sua proposta para a suspensão parcial do Plano de Urbanização da Meia Praia. A vereadora acusou igualmente os vários executivos da autarquia de são só não legalizarem o bairro mas o legar ao abandono, tendo permitido «a execução de obras de ampliação das habitações sem projeto, sem responsabilidade técnica, sem fiscalização pelos serviços camarários ou de outras entidades», sendo as infra-estruturas de natureza improvisada e de baixa qualidade. O Plano de Urbanização para a Meia Praia, que foi autorizado em 2007, previa o encerramento do bairro para permitir a renaturalização dos terrenos, embora esta decisão contrariasse a Declaração de Utilidade Pública, passada em 1976, e não teve em conta os direitos dos moradores, que estavam dentro da lei quando construíram as suas casas.
A situação de ilegalidade foi igualmente criticada pelo deputado Paulo Sá, do Partido Comunista Português , em Outubro de 2018. Este assunto já tinha sido discutido pela Câmara Municipal de Lagos durante uma reportagem da Rádio Televisão Portuguesa, tendo declarado que não podia proceder à legalização, uma vez que as casas foram ««construídas em terrenos do Domínio Público Marítimo», pelo que «a última palavra cabe por isso ao Ministério do Ambiente». O município relatou igualmente que durante a Década de 1990 manteve um grande volume de correspondência «solicitando, às várias tutelas, esse reconhecimento». Paulo Sá voltou a pressinor o governo sobre este assunto em Julho de 2019, criticando a falta de resposta ao seu requerimento anterior como um falta de respeito pela «Assembleia da República e, também, pelos moradores do Bairro da Associação de Moradores 25 de Abril». Em Janeiro de 2020, o Partido Comunista Português retomou o assunto da legalidade do Bairro da Meia Praia, tendo exigido que o governo informasse os motivos para o atraso na desafectação dos terrenos para domínio público municipal, e se continuava disponível para concluir o processo.

## Descrição
O Bairro SAAL da Meia Praia - Apeadeiro é um conjunto de pequenas dimensões, situado na zona do Apeadeiro, a cerca de 200 m do Forte da Meia Praia, tendo acesso pela Estrada Municipal 354. É constituído por 36 imóveis unifamiliares de um só piso, com logradouro junto à fachada principal, que foram dispostos em quarteirões.
Ao abrigo do programa do Serviço de Apoio Ambulatório Local, foram construídas no total 236 casas no concelho de Lagos, incluindo, além do núcleo da Meia Praia - Apeadeiro, o Bairro SAAL da Meia Praia - Duna, a Associação de Moradores 11 de Março na vila da Luz, a Associação de Moradores Liberdade em Espiche, a Associação de Moradores Zona Verde em Bensafrim, e a Associação de Moradores 28 de Setembro.